# Kriget i Dagestan
Kriget i Dagestan (ryska: Дагестанская война), även känd som invasionen av militanter i Dagestan (ryska: Вторжение боевиков в Дагестан)  inleddes den 7 augusti 1999 när Islamiska internationella fredsbevarande brigaden (IIPB), ledd av bland annat Sjamil Basajev och Ibn al-Khattab invaderade den ryska republiken Dagestan från Tjetjenien. Kriget resulterade i en seger för Ryska federationen och till IIPB:s reträtt. Invasionen av Dagestan, tillsammans med en rad terrorattentat, fungerade som casus belli för Andra Tjetjenienkriget.

## Bakgrund
Efter Första Tjetjenienkriget föll det krigshärjade Tjetjenien ner i en spiral av kaos och ekonomisk osäkerhet. Aslan Maschadovs regering lyckades varken återuppbygga regionen eller förhindra ett antal krigsherrar från att ta mer kontroll. Relationen mellan regeringen och islamistiska radikaler försämrades. I mars 1999 stängde Maschadov det tjetjenska parlamentet och introducerade aspekter av sharia. Trots denna eftergift fortsatte extremister som Sjamil Basajev och den saudiskfödde islamisten Ibn Al-Khattab att underminera Maschadov-regeringen. I april 1998 hade gruppen offentligt klargjort att dess långsiktiga mål var att skapa en union mellan Tjetjenien och Dagestan under islamiskt styre och fördriva ryssar från hela Kaukasien. 
I slutet av 1997 flydde ledaren för en radikal falang av wahabiterna i Dagestan tillsammans med sina anhängare till Tjetjenien. Där kom han nära Ibn Al-Khattab och andra inflytelserika wahabiter. I januari 1999 påbörjade Khattab bildandet av en "islamisk legion" med muslimska frivilliga från andra länder. En serie invasioner av Dagestan från Tjetjenien ägde rum under mellankrigstiden, som 1997 kulminerade i en attack på en militärgarnison i närheten av staden Bujnaksk. Attacker mot polis och civila i Dagestan var vanligt förekommande. 
I april 1999 uttryckte Dagestanska wahabiter en önskan om att islamister från övriga Kaukasus skulle "delta i en jihad" med målet att "befria Dagestan och Kaukasus från det ryska kolonialmakten". En statlig tjänsteman i Tjetjenien hävdade att han sommaren 1999 larmade om den förestående invasionen av Dagestan till FSB:s dåvarande direktör Vladimir Putin.

## Invasion och den ryska motattacken
Den 4 augusti 1999 dödades flera soldater som tjänstgjorde för det ryska inrikesministeriet (MVD) i en skärmytsling med en grupp wahabiter. Den 7 augusti inledde Sjamil Basajev och Ibn al-Khattab officiellt en invasion av Dagestan med en styrka på ungefär 1 500-2 000 soldater bestående av islamistiska radikaler från främst Tjetjenien och Dagestan.  
Den ryska federala militären var sena till att bemöta invasionen och de tidiga försöken var halvdana och oorganiserade. Till följd av detta utgjordes allt det tidiga motståndet, och mycket av det senare motståndet, av lokal polis, medborgarmiliser och enskilda bybor.  Basajev och Khattab välkomnades inte som de befriare som de hade förväntat sig; befolkningen i Dagestan betraktade istället inkräktarna som ovälkomna religiösa fanatiker. 
Den 13 september hade de militanta islamisterna helt och hållet drivits ut ur Dagestan. Samtidigt hade det ryska flygvapnet redan börjat bomba mål i Tjetjenien. Flera hundra militanter dödades i striderna. Den federala sidan räknade sina förluster till 275 döda, 15 saknade och cirka 937 skadade. Antalet döda civila sammanställdes aldrig.
Invasionen av Dagestan resulterade i att 32 000 civila fick lämna sina hem. Enligt forskaren Robert Bruce Ware kan invasionen potentiellt ha utgjort ett folkmord, eftersom hela populationer av små etno-lingvistiska grupper i bergsbyarna förstördes. Vidare hävdar Ware att invasionerna bör beskrivas som terroristattacker eftersom de initialt involverade flera attacker mot civila och poliser i Dagestan.